# Metternichova stéla

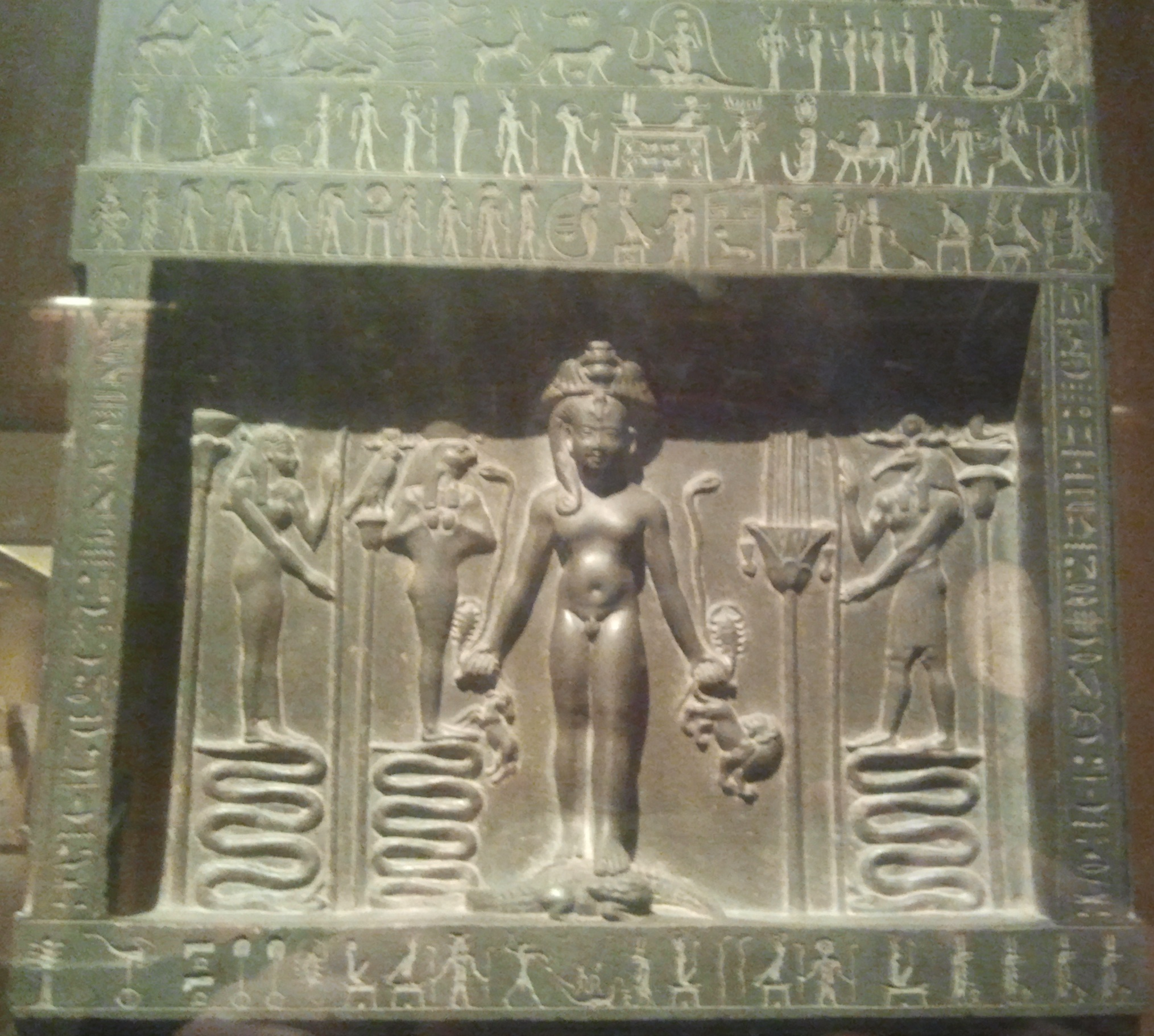
Metternichova stéla uprostřed

Metternichova stéla je moderní označení staroegyptské kamenné umělecké památky z šedé břidlice pokládané za dokonalý příklad stély typu Horova cippu. Vznikla v Pozdní době za vlády panovníka 30. dynastie Nachthareheba na objednávku kněze Nesatuma podle starší předlohy. Vyniká nejen kvalitou provedení, ale také sbírkou mytologických a magických textů, které jsou na ní zaznamenány. Stéla je pojmenována po významném rakouském státníkovi Metternichovi, jemuž byla darována v roce 1828 egyptským místokrálem Muhammadem Alím. Dnes je uložena v Metropolitním muzeu umění (ev. č. MMA 50.85) v New Yorku, kam byla v roce 1950 prodána ze sbírek umístěných v Kynžvartě.
Původně byla stéla vztyčena nejspíše v Iunu; odtud byla v řecko-římské době převezena do Alexandrie a zde v roce 1828 neporušená nalezena při kopání studny pro františkánský klášter.